# Nationalgeographisches Institut

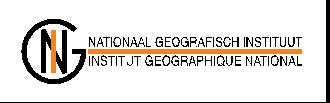
Logo des Nationalen Geographischen Instituts (NGI)

Das Nationale Geographische Institut ist die für die Landesvermessung und die Anfertigung amtlicher Karten zuständige Behörde Belgiens und heißt auf Französisch Institut géographique national mit dem Kürzel IGN (wie das französische), und auf Niederländisch bzw. Flämisch Nationaal geografisch instituut mit dem Kürzel NGI.
Das im Juni 1976 gegründete Institut géographique national (IGN) in Brüssel ist ein wissenschaftliches Institut zur Darstellung der Topographie Belgiens. Es geht auf ein Dekret zurück, in dem die provisorische Regierung 1831, kurz nach der Unabhängigkeit Belgiens, die Anfertigung von Landkarten durch das Kriegsministerium anordnete. Mit der 1843 gestellten Aufgabe, eine offizielle topografische Karte des Königreichs Belgien zu erstellen, entwickelte sich 1878 das nach wissenschaftlichen Grundsätzen arbeitende und dem Kriegsministerium unterstehende Institut cartographique militaire (ICM) (Militärkartografisches Institut). Nach dem Zweiten Weltkrieg im Jahr 1947 gründlich modernisiert und umbenannt in Institut géographique militaire (IGM) (Militärgeografisches Institut), wurde es 1976 angesichts seiner vielen Aufgaben im Bereich der Geodäsie, die die Bedürfnisse der nationalen Verteidigung seit langem überschritten, entmilitarisiert, heißt seither „nationalgeographisches Institut“  und untersteht der Aufsicht des Verteidigungsministers.
Heutzutage wird sowohl der Name der Einrichtung als auch die Legende ihrer Kartenwerke grundsätzlich viersprachig angegeben, außer französisch und niederländisch auch in der dritten Landessprache Deutsch und auf Englisch. Die flämisch-niederländische Version wird in Internetauftritten und dergleichen als niederländische bezeichnet.

## Einzelnachweis
1. ↑  Historique de l'Institut geographique national. Information auf der Website des Instituts zu seiner Geschichte, abgefragt am 15. Februar 2020.